# Wolfgang Prechtl
Wolfgang Prechtl (* 10. September 1883 in Trausnitz; † 15. August 1964 in Pattendorf) war ein deutscher Geistlicher und Politiker.

## Werdegang
Nach dem Abitur am humanistischen Gymnasium der Benediktiner in Metten trat Prechtl 1902 in das Priesterseminar Regensburg ein. 1907 wurde er zum Priester geweiht. Zunächst war er als Kaplan in den Pfarreien Kulmain, Pemfling und Deggendorf tätig, ehe er 1913 nach Regensburg kam. 1914/15 nahm er als Feldgeistlicher am Ersten Weltkrieg teil. Ab 1919 war er Studienprofessor für katholische Religionslehre in Regensburg und unterrichtete zunächst am Alten, ab 1922 am Neuen Gymnasium. Ab 1920 war er zugleich Präses der Katholischen Gesellenvereine in der Diözese Regensburg. Dieses Amt hatte er bis 1945 inne. Außerdem gehörte er 1926 zu den Gründern der Kirchenzeitung des Bistums Regensburg und leitete in den ersten beiden Jahre die Redaktion.
Für die Bayerische Volkspartei (BVP) gehörte er von 1924 bis 1933 dem Stadtrat von Regensburg und von 1928 bis 1933 dem Bayerischen Landtag an. 1932 wurde er außerdem zum Mitglied des Bayerischen Staatsgerichtshofes berufen. Da er im Landtag als Gegner der nationalsozialistischen Ideologie aufgetreten war, verlor nach der Machtergreifung der NSDAP im Jahr 1933 seine politischen Ämter. Im Juni 1933 wurde er außerdem für zehn Tage in „Schutzhaft“ genommen und verlor seine Anstellung am Neuen Gymnasium in Regensburg, da er „nicht länger zur Erziehung der deutschen Jugend geeignet“ sei. Daraufhin kehrte er der Stadt Regensburg den Rücken und wurde noch im selben Jahr Pfarrer und Spitaladministrator in Pattendorf. Dort rief er im August die Pattendorfer Gottestracht ins Leben.
Auch in Pattendorf blieb er im Visier des nationalsozialistischen Regimes. Auf Betreiben der Gestapo wurden in den Folgejahr mehrere Gerichtsverfahren gegen ihn angestrengt. So wurde er beispielsweise 1944 angeklagt, da er angeblich seiner Ablieferungspflicht von Lebensmitteln nicht nachgekommen sei und sich Unzulänglichkeiten in der Verwaltung des Spitals habe zuschulden kommen lassen. Das Sondergericht München stellte jedoch im März 1945 das Verfahren gegen Prechtl gegen Zahlung einer Geldbuße und Übernahme der Gerichtskosten ein.
Noch vor Ende des Zweiten Weltkriegs konnte sich Prechtl wieder politisch engagieren: Er wurde am 4. Mai 1945 von den einmarschierenden US-Truppen zum Landrat des Landkreises Rottenburg an der Laaber bestellt. Noch im selben Jahr wurde er Mitglied der CSU. Am 29. Mai 1946 wurde er durch den neu gebildeten Kreistag von Rottenburg offiziell zum Landrat gewählt. Er hatte dieses Amt bis 1958 inne.
Im Juni 1946 wurde Prechtl Mitglied des Beratenden Landesausschusses und der Verfassunggebenden Landesversammlung und von Dezember 1946 bis November 1950 wieder Abgeordneter im Bayerischen Landtag. Außerdem förderte er die Ansiedlung heimatvertriebener Benediktinermönche aus dem böhmischen Braunau im Kloster Rohr, die er dort am Pfingstsonntag 1946 mit einer prachtvollen Predigt einführte. Im Juli 1947 setzte er sich beim Kultusministerium des bis heute bestehenden Benediktinergymnasiums in Rohr ein, das im Oktober desselben Jahres den Schulbetrieb aufnehmen konnte. In seine Amtszeit als Landrat fällt auch der Kauf von Schloss Niederhatzkofen im Jahr 1948, wo 1951 das Kreiskrankenhaus seinen Betrieb aufnehmen konnte. Dieses besteht heute als Schlossklinik Rottenburg fort.

## Ehrungen
- 1958: Verdienstkreuz 1. Klasse der Bundesrepublik Deutschland